# مارتن رودبل
مارتن رودبل (بالإنجليزية: Martin Rodbell)‏ ـ (1 ديسمبر 1925 ـ 7 ديسمبر 1998) هو عالم كيمياء حيوية وغدد صماء أمريكي، عرف باكتشافه للبروتينات ج (بالإنجليزية: G-proteins)‏. تقاسم جائزة نوبل في الطب سنة 1994 مع مواطنه ألفريد جيلمان «لاكتشافهما للبروتينات ج ودور هذه البروتينات في توصيل الإشارات داخل الخلايا».

## حياته
ولد رودبل في بالتيمور بولاية ماريلاند، وبعد تخرجه في مدرسة كلية مدينة بالتيمور الثانوية، التحق بجامعة جونز هوبكنز سنة 1943، حيث تركزت اهتماماته الدراسية على علم الأحياء والأدب الوجودي الفرنسي. وفي سنة 1944 توقف مؤقتاً عن الدراسة لالتحاقه بالبحرية الأمريكية، حيث خدم بها كمشغل لاسلكي أثناء الحرب العالمية الثانية. ثم عاد رودبل إلى جامعة جونز هوبكنز سنة 1946 وحصل على درجة البكالوريوس في العلوم في تخصص علم الأحياء سنة 1949. وفي سنة 1950 تزوج باربارا ليدرمان، التي أنجب منها أربعة أبناء. وفي سنة 1954 حصل على درجة الدكتوراه في الكيمياء الحيوية من جامعة واشنطن، ثم انتقل إلى جامعة إلينوي ليجري أبحاث ما بعد الدكتوراه بين عامي 1954 و1956. وفي سنة 1956 التحق بالعمل باحثاً في الكيمياء الحيوية في المعهد الوطني للقلب في بيثيسدا بولاية ماريلاند، وهو أحد المعاهد الوطنية الأمريكية للصحة. وفي سنة 1985 عين رودبل مديراً علمياً للمعهد الوطني لعلوم الصحة البيئية التابع للمعاهد الوطنية للصحة في ولاية كارولاينا الشمالية، حيث ظل يعمل حتى تقاعده سنة 1994.

## أبحاثه
في ديسمبر 1969 وأوائل يناير 1970، كان رودبل عضواً بفريق بحثي يدرس تأثير هرمون الغلوكاغون على أحد المستقبلات الموجودة على أغشية الخلايا الكبدية للفئران. وقد اكتشف رودبل أن الأدينوسين ثلاثي الفوسفات يمكنه أن يعكس عملية ارتباط الغلوكاغون مع المستقبل الخاص به على سطح الخلية، وبالتالي يمكنه فض الارتباط بين الغلوكاغون والخلية. ثم لاحظ أن نسباً ضئيلة من الغوانوسين ثلاثي الفوسفات (بالإنجليزية: guanosine triphosphate; GTP)‏ يمكن أن تعكس عملية الارتباط بشكل أسرع حوالي 1000 مرة مما يفعله الأدينوسين ثلاثي الفوسفات، فاستنتج رودبل أن الغوانوسين ثلاثي الفوسفات قد يكون هو العامل الحيوي النشط في عملية فض الارتباط بين الغلوكاغون والمستقبلات الخلوية، وأن الغوانوسين ثلاثي الفوسفات كان موجوداً بالفعل ـ ولكن على شكل شوائب ـ في تجاربه السابقة التي أجراها باستخدام الأدينوسين ثلاثي الفوسفات. ووجد رودبل أن هذا الغوانوسين ثلاثي الفوسفات يحفز نشاط بروتين الغوانين النيوكليوتيدي (الذي سمي فيما بعد ببروتين ج)، والذي يحدث ـ بدوره ـ آثاراً أيضية هامة على الخلية. وقد افترض رودبل أن هذا التنشيط الذي يحدث لبروتين ج هو عملية «المرسال الثاني» (بالإنجليزية: second messenger)‏ التي وضع أسسها النظرية إيرل سوثرلند. فبروتين ج ـ الذي قام الغوانوسين ثلاثي الفوسفات بتنشيطه ـ هو المكون الأساسي لناقل الإشارات.

## جوائز أخرى
إلى جانب جائزة نوبل في الطب، حصل رودبل على كل من:
- الجائزة الدولية من مؤسسة غيردنر (1984)
- جائزة لاونسبيري، التي تشترك في منحها الأكاديمية الفرنسية للعلوم والأكاديمية الوطنية (المريكية) للعلوم (1987)

## وفاته
توفي رودبل في تشابل هل بولاية كارولاينا الشمالية بفشل متعدد في الأعضاء نتيجة مرض مزمن.

## روابط خارجية
- مارتن رودبل على موقع الموسوعة البريطانية (الإنجليزية)
- مارتن رودبل على موقع مونزينجر (الألمانية)
- مارتن رودبل على موقع إن إن دي بي (الإنجليزية)